# کیژ نگچویج
کیژ نگچویج (به لهستانی:  Kierz Niedźwiedzi) یک روستا در لهستان است که در گمینا سکارژسکو کوشچیلنه واقع شده‌است.
 کیژ نگچویج  ۷۴۰ نفر جمعیت دارد.